# 安藤隼人
安藤 隼人（あんどう はやと、1980年 - ）は日本の映像作家。主にCMやミュージック・ビデオの演出を手がけている。

## 略歴
和歌山大学卒業後、2002年～2004年アメリカに留学し、CGとアニメーションを学ぶ。2005年P.I.C.S.入社、2016年よりフリーとなりP.I.C.S. management所属となった。CM、WEB、インスタレーションなど媒体を問わず活動している。実写とCGの組み合わせを駆使したダイナミックなカメラの動きを得意とする。

## 作品

### ミュージック・ビデオ
ACIDMAN
- water room

Aile The Shota
- 踊りませんか？ (Prod. Chaki Zulu)

井上陽水
- care

Uru
- 脱・借りてきた猫症候群

HKT48
- Go Bananas!

Creepy Nuts
- Lazy Boy

Spontania
- Positivity

なにわ男子
- NEW CLASSIC

Nulbarich
- ain't on the map yet

日向坂46
- 期待していない自分
- 君に話しておきたいこと
- キュン
- ドレミソラシド
- ママのドレス
- ソンナコトナイヨ
- 声の足跡
- 酸っぱい自己嫌悪
- 僕なんか
- One choice
- 見たことない魔物
- 君は0から1になれ
- 僕に続け
- ジャーマンアイリス

Micro
- Iz This Love?

山下智久
- Right moves

L'Arc〜en〜Ciel
- 『CHRONICLE 3』曲間映像

### CM
- い・ろ・は・す
- ABCマート
- オリコ
- クロレッツ
- CoCo壱番屋
- ジャパネット
- スバル
- フォルクスワーゲン
- ミズノ
- 三菱自動車